# Mérem
Mérem (németül: Miedlingsdorf, horvátul: Milištrof) Nagyszentmihály településrésze, egykor önálló község Ausztriában Burgenland tartományban a Felsőőri járásban.

## Fekvése
Felsőőrtől 10 km-re keletre a Tanka-patak völgyében fekszik.

## Története
A település első írásos említése 1325-ben történt "Meren" alakban. 1443-ban "Meren", 1452-ben "Myeren", 1532-ben "Mellersdorf", 1574-ben "Melesdorf" alakban szerepel a korabeli forrásokban. 1529-ben és 1532-ben elpusztította a török. A 16. század közepén a birtokos Batthyányak horvátokkal telepítették be. Ettől az időtől kezdve három nemzet élt a településen, horvátok, németek és magyarok. 1697-ben fakápolna épült a faluban, melyet Szent Jakab tiszteletére szenteltek fel. Az 1792-es összeírás szerint 160 lakosa volt, 1836-ban már 299 lelket számláltak. 1859-ben iskola, 1866-ban új templom épült a községben.
Vályi András szerint "MEREM. Milingsdorf. Horvát falu Vas Várm. földes Ura G. Batthyáni Uraság, lakosai katolikusok, fekszik Német Szent Mihálynak szomszédságában, és annak filiája, határja középszerű. " 
Fényes Elek szerint "Mérem, Miedlingsdorf, horvát falu, Vas vmegyében, 285 kath. lak. A szentmihályi urad. tartozik. Ut. p. Szombathely."
Vas vármegye monográfiája szerint "Mérem házainak száma 49, a lakosoké 442. Lakosai horvátok és németek, vallásuk r. kath. Postája és távírója Német-Szent-Mihály. Földesura a gróf Batthyány-család volt."
1907-ben egy tűzvészben az egész falu leégett. 1910-ben 358, többségben horvát lakosa volt, jelentős német kisebbséggel. A trianoni békeszerződésig Vas vármegye Felsőőri járásához tartozott. 1921-ben Ausztria Burgenland tartományának része lett. 1971-ben közigazgatásilag Nagyszentmihály része lett és ma is hozzá tartozik.

## Nevezetességei
- Idősebb Szent Jakab apostol tiszteletére szentelt római katolikus temploma 1866-ban épült. 1966-ban és 1988-ban renoválták.
- A temetőben álló Szent Jakab fakápolna 1697-ben épült.